# Carlo Capalbo
Carlo Capalbo (* 1957, Neapol, Itálie) je italský manažer, který v roce 1995 zahájil projekt Pražského mezinárodního maratonu (PIM) a 20 let stojí za jeho pořádáním. Od roku 2011 se tento maraton koná v rámci seriálu RunCzech.com, do kterého přibyly dálkové běhy v Olomouci, Ústí nad Labem a Českých Budějovicích.

## Životopis
Jeho děda i otec vystudovali právo, takže i on směřoval na právnickou fakultu v Neapoli. Později jej ale přitáhla ekonomie, kterou studoval v Turíně. Poté pracoval v oboru informačních technologií. Po několika letech práce následovalo 18měsíční studium v Berkeley. Po dalším roce a půl v USA se vrátil do Evropy. Do Prahy poprvé přijel v roce 1992.

## Pražský maraton
Nápad pořádat v Praze maraton vznikl v hospodě u piva. Přítel Capalbovi řekl: Carlo, proč neuspořádáš maraton? Nejprve mu odpověděl, že je blázen, ale při dalším pivu padlo rozhodnutí: Zavoláme Zátopkovi.
Na prvním ročníku startovalo 958 maratonců a 15 tisíc lidí v nesoutěžních bězích. Po dvaceti letech běží v rámci seriálu RunCzech 69 tisíc lidí.

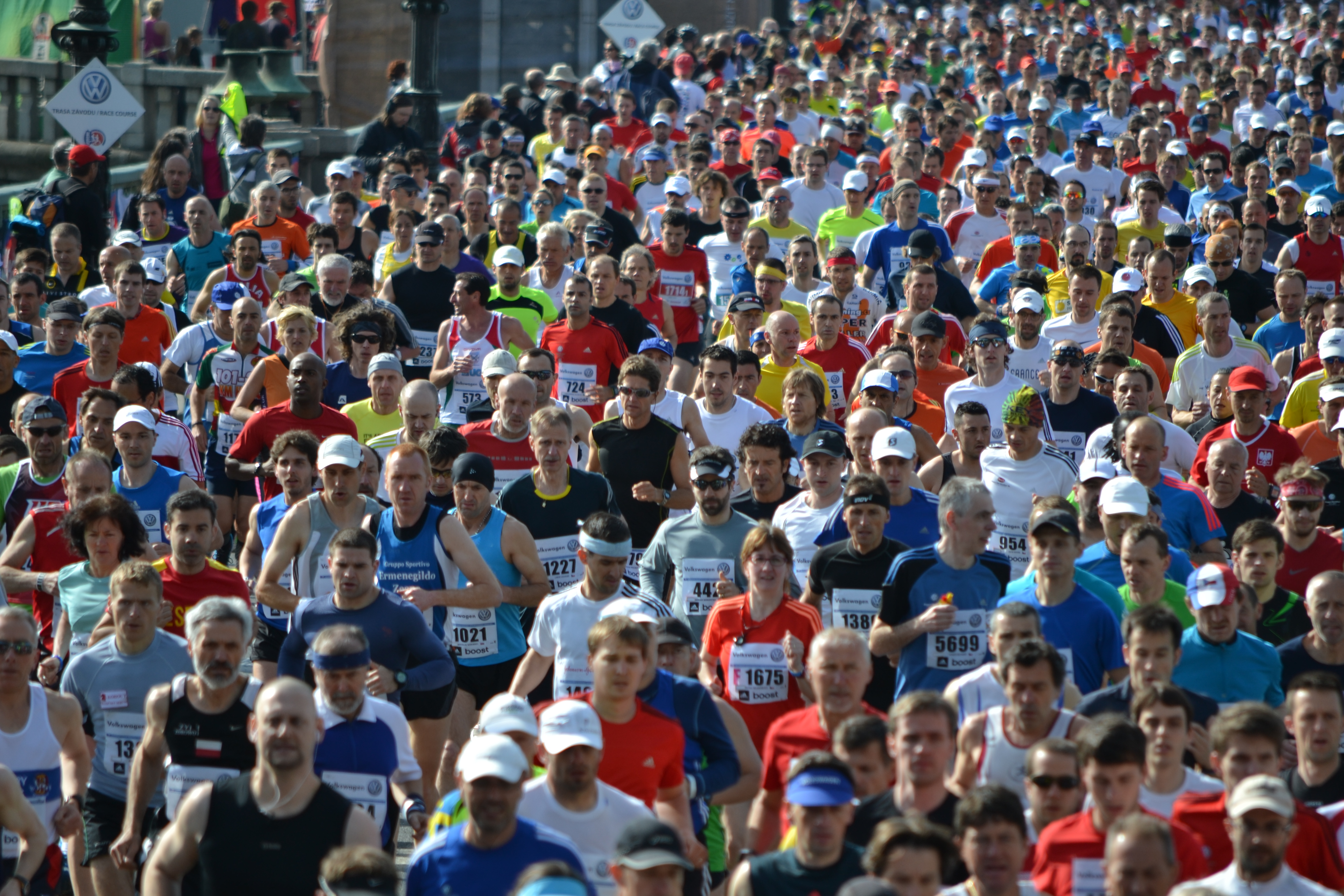
Pražský maraton 2013

Organizace PIM již od Mezinárodní asociace atletických federací IAAF obdržela dvě zlaté a dvě stříbrné známky kvality, pro jejichž získání musela splnit náročná kritéria. Pokud jde o ekonomický přínos pražských běhů, např. jen za rok 2011 činil 367 milionů Kč.
| „               | Já jsem pouze věděl, že chci opustit ten povrchní svět byznysu, protože jsem v něj nevěřil. Jsem jednoduchý člověk a chtěl jsem dělat něco, kde budu v kontaktu s lidmi a budu moct zlepšit jejich životy. A taky si splnit své sny. | “ |
| — Carlo Capalbo | |   |

V červnu 2011 obdržel spolu s ředitelem Správy dopravní cesty Olomouc Václavem Johnem Cenu města Olomouce za počin roku 2010 v oblasti sport, a to za organizaci 1. ročníku Olomouckého půlmaratonu.

## Záliby
Capalbo původně profesionálně hrál volejbal, poté se několik let věnoval ragby. S intenzivním sportováním ale skončil kvůli zaměstnání. Maraton zatím neběžel, několikrát absolvoval půlmaraton.